# Schwarzenberská granátnická garda

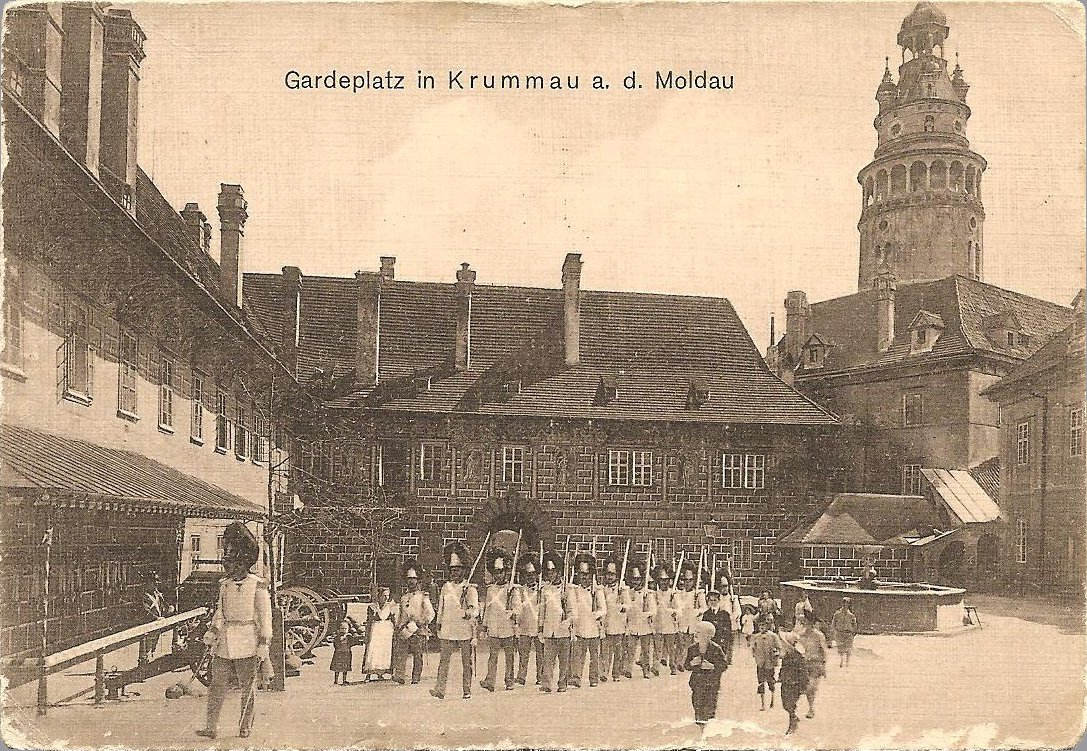
Garda pochodující po nádvoří krumlovského zámku (fotografie z roku 1921)

Schwarzenberská granátnická garda vznikla na počátku 18. století za účelem reprezentace a jako tělesná stráž Adama Františka ze Schwarzenbergu a jeho blízkých.

## Historie
O jejím zřízení se zachoval zápis v knížecím archivu rodu Schwarzenbergů. Jednalo se o dopis vrchního Ondřeje Schwank-Frankstädtera drahonickému hejtmanovi Záhorkovi ze dne 24. července 1704, v němž je obsaženo: „Jeho knížecí milost (Adam František ze Schwarzenbergu), pán náš nejmilostivější k Jich větší reputaci resolvírovati jest ráčila na zdejším zámku (tj. na Hluboké) svoji libquardu z podstatných věrných 10 mužův způsobiti...“ Měla být tvořena především vysloužilými vojáky, statné a vysoké postavy a bez tělesných vad. Zpočátku garda sídlila na Hluboké v první zámecké bráně, granátníci zde měli také svůj lazaret. Kdykoliv kníže nebo kněžna dorazili na některé své panství v Čechách, granátníci v určeném počtu zde byli přiděleni k osobní službě. Když v roce 1714 vypukl na Lounsku mor, 15 granátníků i s hejtmanem gardy bylo převeleno do Postoloprt, aby město ochránili před morovou nákazou. Do Českého Krumlova se garda přestěhovala v roce 1742. Střežila českokrumlovský zámek, sídlo knížat ze Schwarzenbergu, kteří byli také držiteli titulu vévodů krumlovských, přes 200 let. Gardisté vykonávali strážní službu na zámecké věži a na II. zámeckém nádvoří, pomáhali při plavení dřeva, účastnili se sklizně obilí. Jejich úkolem bylo také na cestách doprovázet panskou pokladnu, eskortovat zločince a mnohdy zastávali i funkci vojska. Jejich specialitou bylo také vypalování ohňostrojů. Někteří z gardistů byli zaměstnáni jako pomocné písařské síly v kancelářích správy velkostatku. Pokud byl některý z granátníků vyučen řemeslu, mohl jej ve volných chvílích provozovat a takto si přivydělávat.
Výnosem Zemského národního výboru v Praze z března roku 1948 byla granátnická garda zrušena.
Dva gardisté ve slavnostní uniformě jsou vymalováni u vstupu do Maškarního sálu na zámku v Českém Krumlově, autorem výmalby je Josef Lederer.

## Kapela

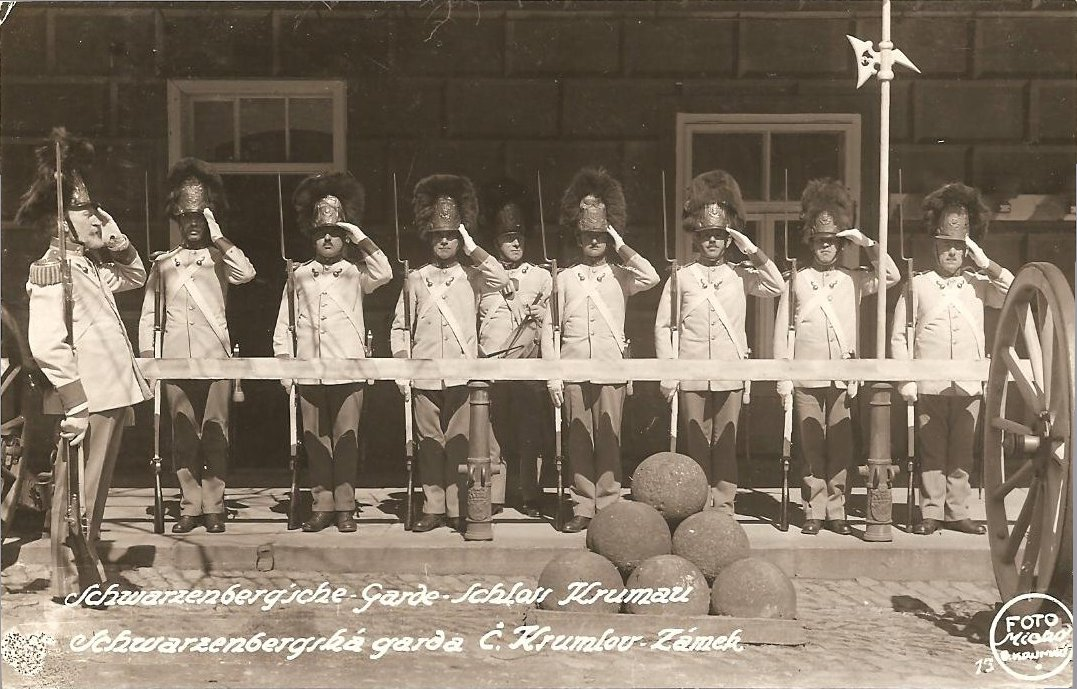
Nastoupená garda na historické fotografii

Knížata ze Schwarzenbergu podporovala hudbu a vznikla tak gardová kapela. K roku 1876 měla 7 granátnických hudebníků. Za první republiky byla jejich kapela jedním z nejžádanějších hudebních uskupení v jižních Čechách. Granátníci troubili ze zámecké věže, účinkovali v Československém rozhlase, na prvomájových průvodech nebo na místních jazzových koncertech (jazzová sekce vznikla roku 1933). Kapela hrávala také na zábavách, plesech, zámeckých večírcích a po skončení honů. Zvláštními fanfárami byli vítáni hosté na zámku.

## Uniformy
Granátníci měli k různým příležitostem k dispozici takzvanou parádní uniformu a uniformu pro všední den. Modrobílé uniformy krumlovských granátníků doplňovaly atmosféru města.
Parádní uniforma byla tvořena bílým modře podšitým šosatým kabátem s modrými výložkami, bílými úzkými kalhotami, které byly zasunuté ve tmavých holínkách (později byly bílé kalhoty nahrazeny šedomodrými). Na prsou se granátníkům křížily dva řemeny, na kterých visela nábojnice a šavle. Na hlavách nosili členové gardy vysoké čepice, zvané mědvědice, které měly na předním štítu knížecí znak rodu Schwarzenbergů.
Uniforma pro všední den byla podstatně jednodušší a nenosila se k ní medvědice. K výstroji granátníka patřila rovněž ládovací puška. 

## Gardisté

Čestný knížecí prapor granátnické gardy

Počet členů Schwarzenberské gardy byl proměnlivý. Původně bylo granátníků deset, v následujícím roce 1705 bylo členů 24. V roce 1728 měla garda 35 mužů, roku 1732 měla 10 mužů. Nejvyššího počtu garda dosáhla roku 1768, kdy ji tvořilo 49 mužů. Průměrně byl počet granátníků okolo 25 mužů. K roku 1934 měla garda 13 mužů. Velitelem gardy byl hejtman, který byl zpravidla vysloužilým armádním školitelem nebo zastával jinou důležitou funkci. Po druhé světové válce měla garda 3 členy.

## Znovuobnovení a současnost
Na přípravě programu obnovy Schwarzenberské granátnické gardy se podílel český lingvista a českokrumlovský rodák Martin Neudörfl. Stal se v roce 2015 hejtmanem gardy a získal pro svou činnost svolení od rodu Schwarzenbergů. K roku 2020 je Velitelstvím Schwarzenberské granátnické gardy pověřen vedením Programu obnovy a souvisejících projektů. Je vedoucím Archivu Schwarzenberské granátnické gardy i jeho výzkumného oddělení.